# Оркас
Оркас (англ. Orcas Island) — крупнейший остров в архипелаге Сан-Хуан, который расположен у северо-западного побережья штата Вашингтон, США. В административном отношении является частью округа Сан-Хуан.
Оркас составляет примерно 22 км в длину и 14 км в ширину. Площадь острова составляет 148 км², а его население по данным переписи 2000 года — 4453 человека. Таким образом, Оркас немногим больше близлежащего острова Сан-Хуан, однако его численность населения меньше. Наивысшая точка острова — гора Конститьюшн, высота которой составляет 734 м над уровнем моря. Гора является частью парка штата Моран (более 2000 га). На северной оконечности острова расположена деревня Истсаунд, которая является крупнейшим населённым пунктом Оркаса и вторым крупнейшим населённым пунктом округа Сан-Хуан. Другие деревни острова: Оркас, Уэст-Саунд, Дир-Харбор, Росарио, Олга и Доу-Бей.
Остров связан с материком паромной переправой. В 2 км к северу от центра Истсаунда имеется аэропорт.